# Роднички (Камышинский район)
Роднички — упразднённое село в Камышинском районе Волгоградской области России. Входило в состав Семёновского сельского поселения. Упразднено в 2007 году.

## География
Село находилось в пределах Приволжской возвышенности, являющейся частью Восточно-Европейской равнины, в начале балки, являющейся правым притоком реки Семёновка, на расстоянии примерно 11,5 километра (по прямой) к северо-западу от села Семёновка.

## История
Село Роднички значится в списке населённых пунктов Камышинского района на 01 января 1972 года. Село относилось к Семёновскому сельсовету (Семёновский сельсовет включён в состав Камышинского района в 1963 году).
Постановлением Волгоградской областной думы от 18 октября 2007 года № 11/726 село Роднички исключено из учётных данных.

## Население
Согласно результатам переписи 2002 года на станции отсутствовало постоянное население.